# Aït Baâmrane

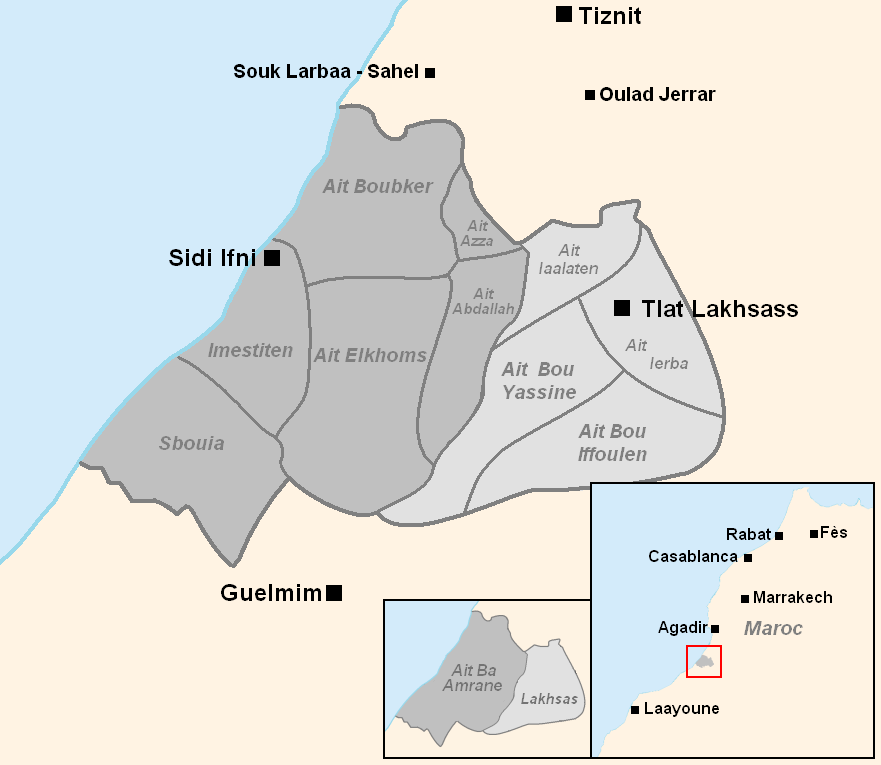
Mapa dels Aït Baamrane i dels Lakhsass

Aït Baâmrane (o Aït Ba Amran, pròpiament Ayt Ba Ɛmran) és una confederació de tribus amazigues del Marroc i és també el nom de la regió on històricament se'ls assignen. Vivien a la vall del Souss, al voltant de la vila de Sidi Ifni. Són lligats estretament a la tribu veïna de lakhsass i parlen un dialecte del chelja.
Antigament formaven part de l'aliança (leff) de Tagzoult, però algunes fraccions van formar part, ocasionalment, del leff oposat de Tahoggat.

## Situació
Els Aït Baamrane es trobel al sud de Tiznit, planura de la que els separa una sèrie de relleus que van des de l'Atles al mar. Al nord limita amb els Ahl Sahel i els Aït Briim a l'altura dels relleus Tamgert n Tellou (que culmina en els cims de Tellou i de l'Aourigh). Cap al sud arribarà fins Oued Noun, que els separa dels tekna. El límit oriental està format per la serralada de Tamgirt n Tellou que s'estén paral·lelament al sud de la costa de l'Atlàntic, i els separa dels Aït Briim i els Akhsas.
El centre principal de la regió és Sidi Ifni, capital de l'antic Ifni.

## Composició
La confederació dels Aït Baamrane és formada per sis tribus:
- Sbouya, al voltant de la comuna de Sbouya ;
- Mesti (o Imestiten), entre Mesti i la vila de Sidi Ifni ;
- Aït Elkhoms, establida al territori entre Mesti a l'oest, Tangerfa a l'est, Imi n'Faset al sud i Tioughza al nord ;
- Aït Boubker, entre el nord de la vila de Sidi Ifni, el sud del caïdat de Mirleft i l'oest del caïdat de Tioughza ;
- Aït Iazza, ocupant la part est del caïdat de Tioughza ;
- Aït Abdallah, present als voltants de la comuns rural d'Arbaa Aït Abdallah i sl nord de la comuns rural de Tangarfa.